# Деламбр, Жан-Батист Жозеф
Жан-Батист Жозеф Дела́мбр (фр. Jean-Baptiste Joseph Delambre; 19 сентября 1749 — 19 августа 1822) — французский астроном.
Член Парижской академии наук (1792; associé dans la classe de géométrie), Лондонского королевского общества (1791), иностранный почётный член Петербургской академии наук (1810). 

## Биография
Родился в Амьене. Провёл свои первые исследования в своем родном городе, и под наставлением Жака Делиля изучал идеи гуманизма и эллинизм.
В 1774 году переехал в Париж, где стал наставником сына М. Дасси, финансиста. Учился у астронома Жерома Лаланда.
Начав учёную карьеру скромным домашним учителем в Париже, он обратил на себя внимание вычислением орбиты Урана и благодаря природным дарованиям и беспримерному трудолюбию вскоре стал профессором в Коллеж де Франс, академиком, главным редактором астрономического месяцеслова «Connaissance de temps» и, наконец, с 1803 года до самой смерти, состоял секретарем академии. В самый разгар Великой французской революции Деламбр производил полевые работы по градусному измерению Парижского меридиана и работал в комиссии вновь вводимых мер и весов. Окончательные выводы как градусного измерения, так и новых мер Деламбр поместил в известном трёхтомном трактате, составленном вместе с Мешенем: «Base du système métrique décimale» (Пар., 1806, 7 и 10).
Деламбр усовершенствовал астрономические вычисления разнообразными и изящными формулами (многие способы и формулы носят его имя), составил таблицы Солнца и планет и помогал Лапласу в исследовании старых и новых наблюдений затмений спутников Юпитера и прочем. Кроме многочисленных статей в специальных журналах, Деламбр написал: «Astronomie théorique et pratique» (1814, 3 тома) и известную историю астрономии: «Histoire de l’astronomie ancienne» (1817, 2 тома), «Histoire de l’astronomie du moyen âge» (1819), «Histoire de l’astronomie moderne» (1821, 2 т.) и «Histoire de l’astronomie au dix-huitième siècle» (1827). Хотя в этой истории Деламбр выказал явное пристрастие и старался умалить заслуги древних астрономов, особенно Птоломея, однако до конца XIX века она оставалась единственным полным сочинением по истории астрономии. В частной жизни Деламбр отличался снисходительностью, мягкостью и ровностью характера. Трудолюбивое юношество и начинающие астрономы всегда находили в нём деятельного покровителя.
Именно в качестве секретаря академии в 1807 году предоставленный Ж. Б. Ж. Фурье мемуар «Аналитическая теория тепла» перенаправил на отзыв Лагранжу, Лапласу, Монжу и Делакруа. Получив от них отрицательные отзывы, отклонил мемуар от передачи в печать.

## Память
В 1935 году Международный астрономический союз присвоил имя Деламбра кратеру на видимой стороне Луны.

## Сочинения
- Histoire de l’astronomie ancienne, du Moyen âge,  moderne на Books Google